# Morti nel 1267
| Questa pagina contiene informazioni ricavate automaticamente dalle voci biografiche con l'ausilio del template Bio e di un bot. L'aggiornamento è periodico e automatico e ricostruisce completamente la pagina. Se manca una persona in questa lista, sei pregato di non aggiungerla, ma accertati piuttosto che la sua voce biografica contenga il template Bio e che i dati anagrafici siano correttamente compilati. Se il template Bio manca, inseriscilo tu stesso o, in alternativa, metti l'avviso {{tmp\|Bio}} che ne segnala la mancanza. Se i dati riportati sono sbagliati, correggi direttamente la voce biografica; le modifiche saranno visibili in questa lista entro pochi giorni. Per chiarimenti vedi il progetto biografie. La lista contiene solo le 19 persone che sono citate nell'enciclopedia e per le quali è stato implementato correttamente il template Bio. Pagina aggiornata al 13 gen 2025. |

- 8 gennaio - William Maudit, VIII conte di Warwick, conte (n. 1220)
- 30 gennaio - Antonio Manzoni, viaggiatore e beato italiano
- 11 giugno - Parisio, religioso e santo italiano (n. 1160)
- 30 agosto - Giovanni d'Auxonne, conte (n. 1190)
- 23 settembre - Beatrice di Provenza, sovrana (n. 1234)
- 9 ottobre - Ottone III di Brandeburgo, sovrano tedesco (n. 1215)
- 26 novembre - Silvestro Guzzolini, abate e santo italiano
- 14 dicembre - Algisio da Rosciate, vescovo cattolico italiano
- 14 dicembre - Casimiro I di Cuiavia, duca (n. 1211)
- 22 dicembre - Matilde di Brabante
- Adelaide di Urslingen
- Alvaro di Urgell, nobile (n. 1239)
- Arsenio I, arcivescovo ortodosso serbo
- Johannes de Deo, giurista e religioso portoghese
- John FitzAlan, VI conte di Arundel, nobile inglese (n. 1223)
- Hayme Hatun, nobildonna ottomana (n. 1176)
- Jutta di Sassonia, regina danese (n. 1223)
- Riccardo Sanseverino, nobile italiano (n. 1220)
- Ugo II di Cipro, re (n. 1253)